# Pięknosuseł złocisty
Pięknosuseł złocisty (Callospermophilus lateralis) – gatunek gryzonia z rodziny wiewiórkowatych. Zamieszkuje tereny w Stanach Zjednoczonych i Kanady. 

## Systematyka
Na podstawie badań filogenetycznych (2009) z rodzaju Spermophilus wydzielono nowy rodzaj Callospermophilus, który objął także C. lateralis (uprzednio Spermophilus (Callospermophilus) lateralis). W skład gatunku wchodzą podgatunki:
- C. l. lateralis
- C. l. arizonensis
- C. l. bernardinus
- C. l. castanurus
- C. l. certus
- C. l. chrysodeirus
- C. l. cinerascens
- C. l. connectens
- C. l. mitratus
- C. l. tescorum
- C. l. trepidus
- C. l. trinitatus
- C. l. wortmani

Najbliżej spokrewnionym z gatunkiem jest występujący w Meksyku suseł pięknosuseł górski.

## Genetyka
Garnitur chromosomowy pięknosusła złocistego tworzą 42 pary chromosomów.

## Morfologia
Pięknosuseł złocisty jest gryzoniem o średniej wielkości. Długość ciała samic zawiera się w przedziale 238–295 mm, a samców 235–298 mm. Masa ciała dorosłego osobnika to 120–394 g. Wybarwienie sierści w części brzusznej i piersiowej jest biała lub żółto–szara. Ogon brązowawy, od wierzchu czarny, zakończony kitą, a żółto–szary lub czerwono–brązowy od spodu. Futro zimowe jest bardziej szare i matowe niż letnie. Biała sierść tworzy dookoła oczu jasne obwódki. Cechą charakterystyczną gatunku, odróżniającą C. lateralis od innych susłów, są wyraźne podłużne pasy białej sierści po obu stronach grzbietu, obwiedzione z obu stron mocno wybarwionymi pasami sierści czarnej. Podobne pasy, lecz nieco mniejsze lub słabiej wybarwione mają pokrewne gatunki z rodzaju Callospermophilus. Specyficzne dla gatunku jest także wybarwienie futra nad głową i ramionami na kolor złocisto-brązowy lub brunatny. Dymorfizm płciowy gatunku przejawia się w jaśniejszym i bardziej czerwonym wybarwieniu sierści samców, oraz zróżnicowanej wysokości czaszki. Wzór zębowy C. lateralis: {\displaystyle {\tfrac {1023}{1013}}}.
| Część ciała             | przedział  |
| ----------------------- | ---------- |
| długość tułowia z głową | 225–295 mm |
| długość kręgów ogona    | 61–120 mm  |
| długość łap tylnych     | 35–46 mm   |
| długość uszu            | 12–24 mm   |
| masa ciała              | 120–394 g  |

## Rozmieszczenie geograficzne
Zamieszkują tereny w Ameryce Północnej – od Kolumbii Brytyjskiej w Kanadzie po Góry Skaliste Nowym Meksyku, oraz od rzeki Kolumbia po południową Kalifornię i Nevadę.